# Villa Lagarina
Villa Lagarina (Vìla in dialetto trentino) è un comune italiano di 3 874 abitanti della provincia autonoma di Trento.
Comune di antica origine, importante centro della Vallagarina, situato sulla Destra Adige. Vi è situata la monumentale chiesa arcipretale dedicata a Santa Maria Assunta di fondazione medioevale, ricostruita nel 1600. Il tessuto urbano conserva dimore nobiliari erette nel corso degli ultimi secoli.
Da sempre centro agricolo (viticoltura), ha incrementato nel secondo dopoguerra l'estensione delle aree dedicate alle attività commerciali, artigianali e altresì industriali.
Nel territorio del comune di Villa si trova anche il Lago di Cei.

## Geografia fisica
Importante centro situato nel mezzo della Vallagarina, sulla sponda destra del fiume Adige, si trova a 4 km a nord di Rovereto e circa 22 a sud di Trento.
Immediatamente a nord di Villa Lagarina si innalza la catena del monte Bondone, dove è situato anche il piccolo lago di Cei, a 12 km dal capoluogo comunale.
Fanno parte del comune anche le frazioni di Castellano, Pedersano e Piazzo.

## Storia

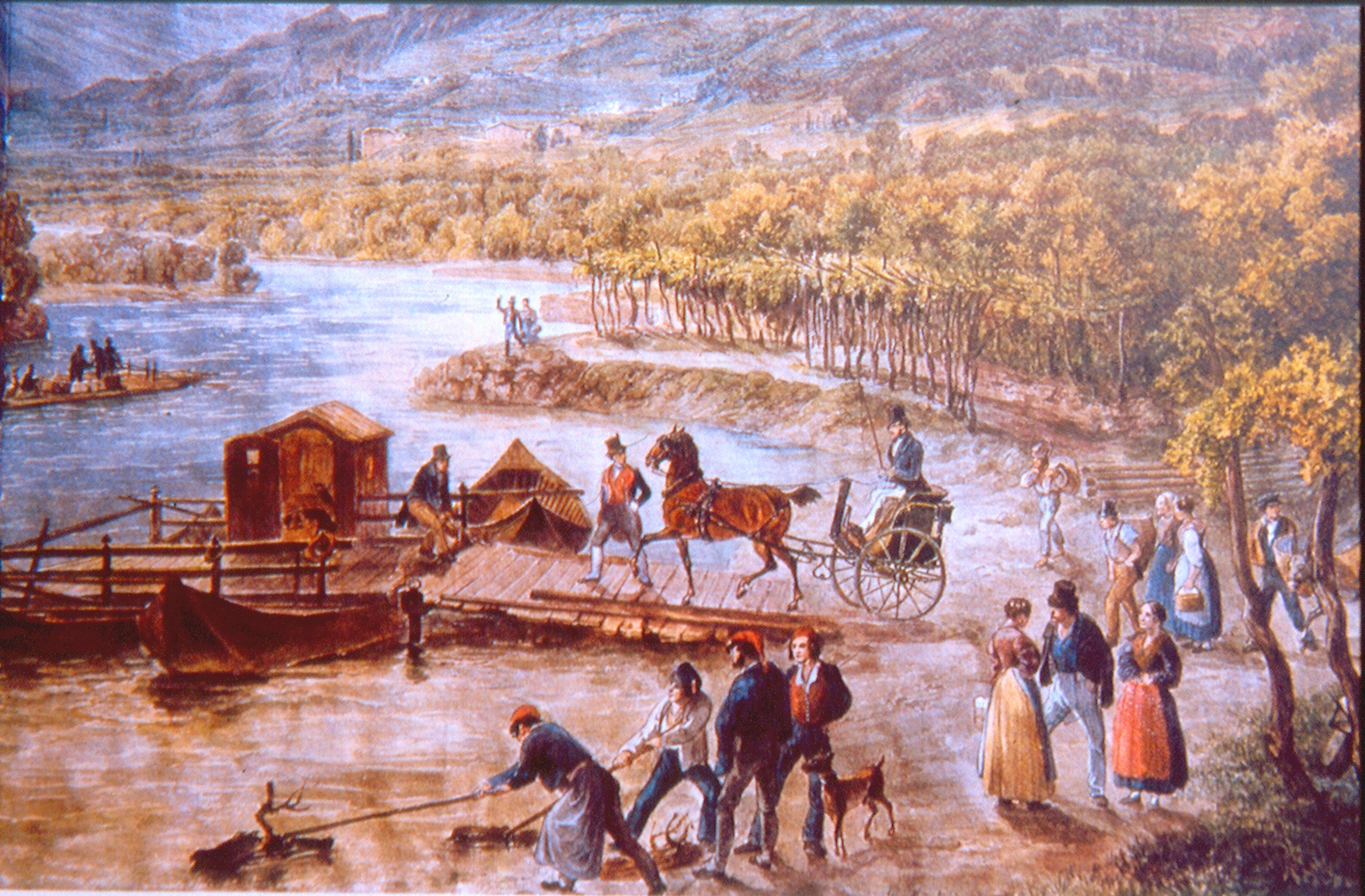
Eduard Gurk, particolare da Il porto di Villa Lagarina sull'Adige, Autunno 1840, olio.

Lungo i secoli, dal Medioevo, Villa Lagarina era indicata nei documenti come la Villa di Villa. Peraltro, il documento più antico della sua storia risale ai secoli 900-500 a.C., alla prima Età del ferro: due fibbie provenienti da una tomba, ora conservate nei musei di Rovereto e di Trento. Al Tardo impero romano (200-476 d.C.) risalgono invece i reperti dei quali riferisce l'archeologo Paolo Orsi rinvenuti nell'inverno 1881 "poco oltre la chiesa decanale". Del periodo romane sono state rinvenute in loco numerose monete d'argento e di bronzo coniate in un periodo che va dall'imperatore Augusto (dal 27 a.C. al 14 d.C.) ad Aureliano (dal 270 al 275 d.C.).
È nell'anno 1190, ottocento anni fa, che "la villa di Villa", entra da protagonista documentata nella Storia, quando sulla piazza dove nel frattempo era stata eretta la Pieve venne convocata una solenne riunione dei capifamiglia di tutto il comune di Lagaro. In quella assemblea il plebato e i suoi consoli accusarono Aldrighetto di Castelbarco, di aver violato i diritti di proprietà di cui godeva la comunità sul monte Cimone. Di quel processo, conclusosi con l'accettazione di un compromesso proposto dai Consoli da parte di Aldrighetto, non esistono documenti diretti, ma testimonianze giurate rilasciate dai signori di Castel Nuovo e di Nogaredo in un altro processo celebrato a Livo in Val di Non per un'altra causa, intentata dai Consoli della comunità di Lagaro, contro l'erede di Aldrighetto, Briano di Castelbarco e Olderico di Piero, signore di Nomi.

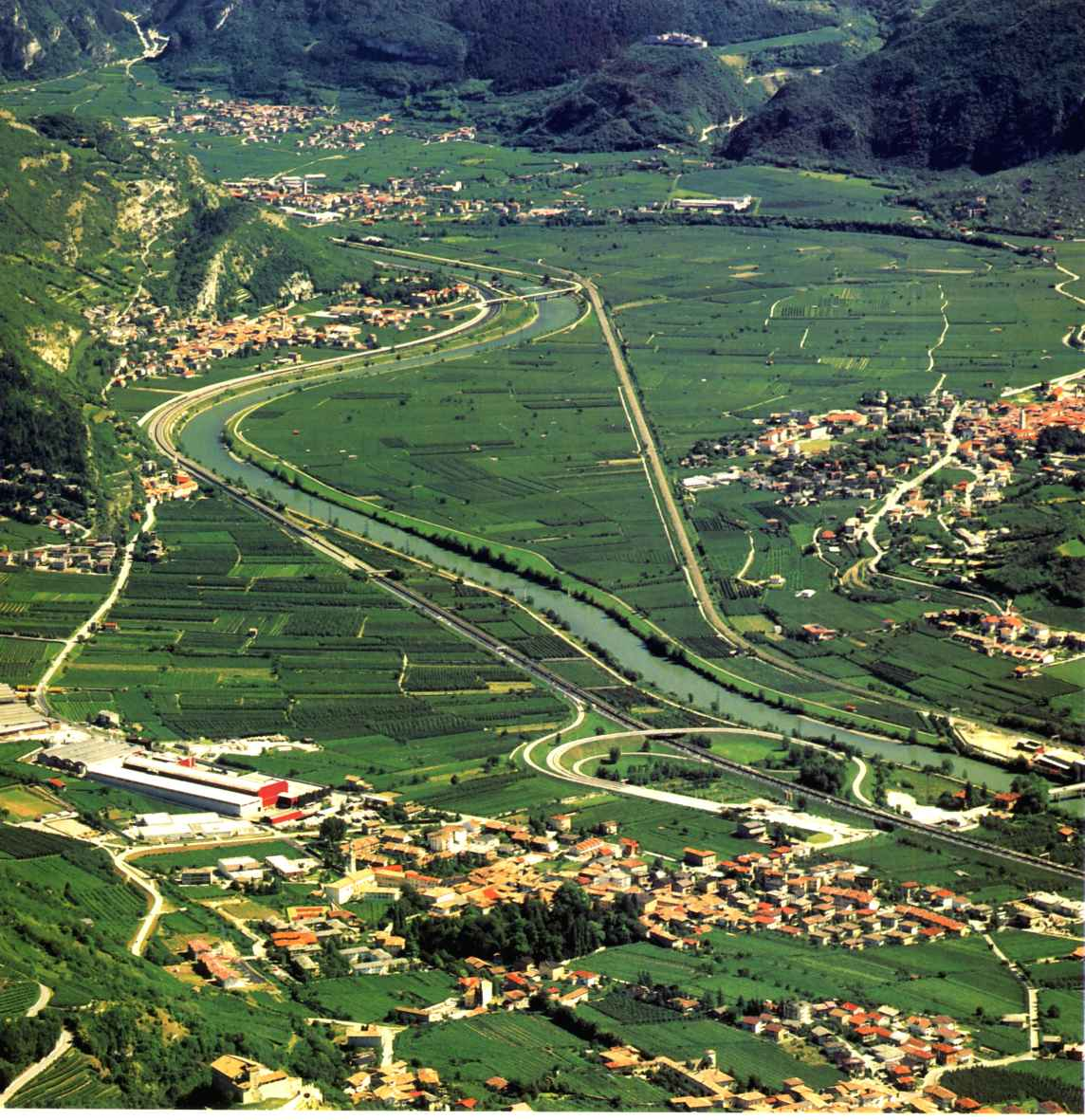
Villa Lagarina, veduta aerea

Questi processi certificano innanzitutto che sul finire del XII secolo esisteva un comune di Lagaro, che probabilmente comprendeva a Nord anche Cimone ed Aldeno, in grado di gestire con autorevolezza mediante i propri Consoli, la proprietà indivisa comunale di pascoli e boschi.
In secondo luogo siamo informati che le decisioni comuni venivano prese in un'assemblea che si celebrava sulla piazza davanti alla Pieve di Villa Lagarina. I convocati erano i vicini, ossia tutti i capifamiglia possidenti terra da coltivare abitanti le comunità (o "vicus") lagarine, affittuari compresi, nonché i milites (ovvero gli armigeri e i nobili). I partecipanti all'Assemblea, goderono tutti individualmente dei medesimi diritti e doveri, posti sullo stesso piano: una dinamica decisionale assembleare che, modernamente, si potrebbe definire democratica e che armava l'autorità dei Consoli motivandone con forza ed efficacia sanzionatoria l'attuazione delle decisioni, tanto che i singoli Signori vi si sottoponevano senz'altro.
Villa Lagarina, in quell'anno 1190, per conseguenza d'essere sede della Pieve, risulta veramente aver assunto un ruolo di centralità civile e spirituale per tutta la Destra Adige. Sulla piazza si svolgevano i riti civili: le assemblee, le fiere, le feste popolari.
Da quel tempo la storia di Villa Lagarina si svolge nell'intreccio convergente e coinvolgente di tre dimensioni. Innanzitutto vi è quella della lenta evoluzione della vita quotidiana civile, sociale, agricola ed economica in generale, ispirata o condizionata dal momento spirituale-religioso.
La seconda dimensione vede l'interdipendenza delle convivenze con tutti gli altri centri della Destra Adige (da Aldeno a nord fino ad Isera e oltre a sud), regolate dalle norme condivise del "Comun Comunale", un'istituzione sopravvissuta nei secoli (fino al 1818, quando fu abolita dalla politica accentratrice dell'Austria) che aveva manifestato i primi segni di crisi soltanto nel 1544 quando la sede della comunità fu trasferita da Villa a Pomarolo, ma che ancora nel 1759 aveva saputo rinnovarsi con un nuovo Statuto.
Infine si devono considerare, oltre l'intreccio critico degli accadimenti storici globali che coinvolsero senza tregua la contrada lagarina, le tumultuose vicende dinastiche dei Signori che dominarono e sovente imperversarono sul territorio: tre casate nel corso di 800 anni. Questi furono dapprima i Castelbarco. Dopo che Briano (1192-1234) pose le fondamenta della casata, ricavandone il nome della rocca che dominava Chiusole, l'espansione di questa continuò fino a Guglielmo da Castelbarco che s'impadronì, nel 1300, di tutta la Val Lagarina e oltre, arrivando a levante oltre Folgaria e la Vallarsa e a ponente fino a Castel Penede di Nago. Guglielmo di Castelbarco, legato ai Della Scala e poi, con il declino di questi, con la Serenissima Repubblica di Venezia, fu anche podestà di Verona e il prestigio militare e diplomatico che raggiunse è ben rappresentato dalla sua arca funebre che si erge accanto alla chiesa di Sant'Anastasia.
Con Guglielmo “il Grande” anche Villa passò dai Castel Nuovo ai Signori di Castelbarco e vi rimase per circa 150 anni, fino a quando, nel 1456 sopraggiunse improvvisa l'invasione armata delle terre lagarine dei Lodron, signori delle Giudicarie, sollecitata dal principe vescovo Georg Hack von Themeswald, in funzione di contrasto alla Repubblica di Venezia che presidiava Rovereto. I Lodron presero Castel Nuovo, Castel Corno, le rocche di Castellano e Nomi e acquisirono il dominio della Destra Adige (Feudo di Castellano e di Castelnuovo, di cui Villa fu una delle sedi principali). Il Feudo dei Lodron, come gran parte del Trentino era parte del Principato vescovile di Trento, a sua volta legato alla Contea del Tirolo e quindi al Sacro Romano Impero di Germania prima e all'Impero austriaco poi.
Della nuova, rivoluzionata situazione prese primieramente atto l'assemblea della regola generale che domenica 15 febbraio 1456 fu convocata davanti alla Pieve di “villa di Villa” le cui decisioni vennero documentate in un atto notarile.
Iniziò allora la lunga, complessa vicenda dei rapporti di Villa Lagarina con la casata dei Lodron, con l'intervento dei tanti personaggi controversi ma dominata nella memoria positiva dalla personalità del principe vescovo Paride Lodron. Il potere di quella famiglia si mantenne, nel bene e nel male, per scemare quindi decisamente, fino al 1750 quando le riforme introdotte nell'impero da Maria Teresa d'Austria ridussero i poteri dei signori feudali a vantaggio e garanzia dei diritti dei cittadini e delle comunità. Poi, l'arrivo dell'armata francese di Napoleone Bonaparte in Val Lagarina, nel 1796, cancellò drasticamente ogni residuo di potere feudale.
Quando, dopo la sconfitta del Bonaparte a Lipsia nell'ottobre 1813, allontanati i Francesi, gli Austriaci rioccuparono la Val Lagarina, il Trentino fu accorpato alla provincia del Tirolo (1816), al quale era già federalmente legato fin dal XV secolo. Già era stata posta fine ai principati di Trento e Bressanone, e quindi l'intera vita pubblica sotto il dominio asburgico fu radicalmente riformata secondo la logica dell'accentramento statale che fagocitò e azzerò le autonomie delle quali in Val Lagarina si godeva democraticamente da sempre. Il Comun Comunale fu sciolto nel 1818 dal Governo austriaco e i beni furono ripartiti fra i Comuni interessati. Peraltro una legge del gennaio 1805 aveva già definito le regole del Comun comunale "illecite combriccole di popolo", facendone presagire la soppressione. Il capoluogo della provincia si collocò lontano, ad Innsbruck, dove si radunava la Dieta, un parlamento provinciale composto da 52 persone che rappresentavano i quattro stati: i nobili, il clero, nonché i cittadini e i contadini.
Il dominio diretto dell'Austria sulla regione durò 105 anni, fino alla sconfitta inflittale dall'Italia a conclusione della prima guerra mondiale nel novembre 1918 e il definitivo passaggio al Regno d'Italia a seguito del Trattato di Versailles (1919).

### Simboli
Stemma
Lo stemma del comune è stato approvato con deliberazione della Giunta provinciale del 17 aprile 1987, n. 3444.
Corona: Murale di Comune.
A destra una fronda d'alloro fogliata al naturale fruttifera di rosso, a sinistra una fronda di quercia fogliata e ghiandifera al naturale, legate da un nastro d'argento e di rosso.»
La villa fa riferimento al nome del 
Comune, posto in riva all'Adige.
Gonfalone
Il gonfalone è stato approvato con D.G.P. del 10 novembre 1989 n. 13638.
Il bilico sarà unito all'asta, foderata di velluto azzurro, contornata da una serie di bullette d'argento disposte a spirale, mediante un cordone a nappe d'argento.»

## Monumenti e luoghi d'interesse
Parco Guerrieri Gonzaga
Un ampio parco romantico, tra i più suggestivi e ben conservati del territorio trentino, cinge la nobile dimora settecentesca fatta costruire dai conti Festi di Brauenfeld nell’abitato di Villa Lagarina. Francesco Maria Giuseppe Lodron, grande appassionato di botanica e giardini nonché proprietario della residenza estiva di Minnesheim, agli inizi dell'Ottocento cede la proprietà, già completa di serra e di giardino, al barone Sigismondo Moll, alto funzionario nel periodo napoleonico che dopo la Restaurazione la elegge a luogo di ritiro e di studio.
Egli modifica lo spazio che si apre dietro il palazzo dando così vita ad un rigoglioso giardino all'inglese ricco di corsi d’acqua, viali curvilinei e macchie boschive, alternate armoniosamente al prato raso e ad elementi architettonici. All’area verde lavora, apportando migliorie e abbellimenti in chiave artistica, anche il pittore di corte degli Asburgo Eduard Gurk, presente a Villa Lagarina negli anni 30-40 dell'Ottocento. Risparmiato dai disastri della Prima guerra mondiale, il complesso entra per successione nei possedimenti dei marchesi Guerrieri Gonzaga, che ancora oggi ne custodiscono il fascino.
Il meraviglioso giardino, delimitato da alte mura, si sviluppa davanti al palazzo in una sorprendente successione di ambienti. Un primo spazio aperto scandito dalle geometrie delle siepi topiate che fiancheggiano la monumentale limonaia (fig.2) lascia spazio al vasto giardino paesaggistico in cui esemplari di platano, tiglio e ginkgo si aggiungono ad ippocastani e alberi monumentali tipici della vegetazione trentina quali querce, faggi e aceri; anche un peccio dell’Himalaya, una criptomeria del Giappone e alcuni esemplari di liquidambar orientale fanno bella mostra della loro elegante imponenza. In questo quadro vivace si susseguono radure a prato, collinette, viali alberati e avvallamenti sapientemente irrigati da un ben congegnato sistema di irrigazione volto anche ad alimentare una parete rocciosa con cascatelle, un lavatoio e alcune fontane.

### Architetture religiose
- Chiesa di Santa Maria Assunta, che venne edificata nel XII secolo poi ricostruita in stile barocco e rococò nel XVII secolo per volontà della famiglia Lodron.Navata della chiesa di Santa Maria Assunta

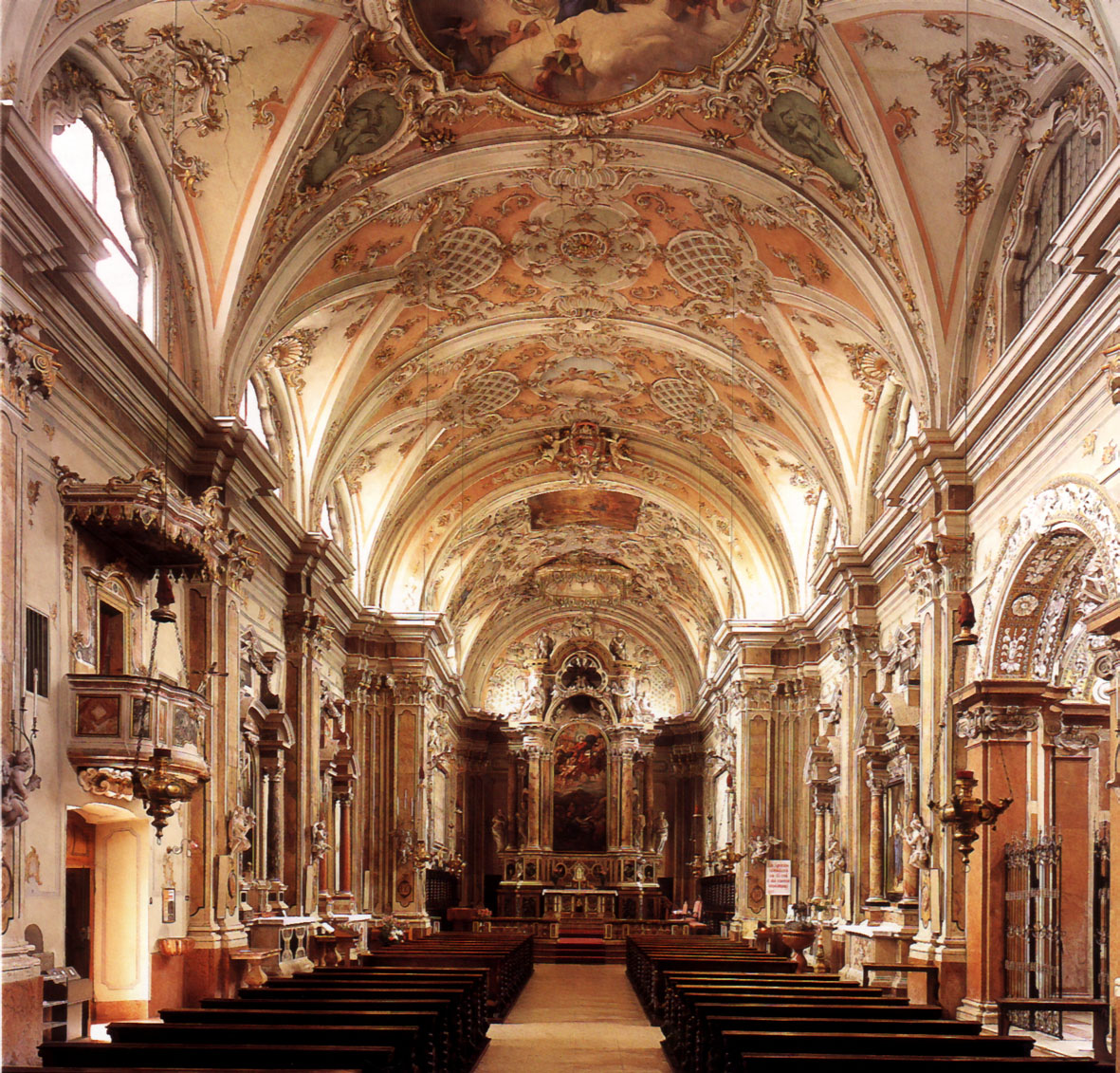
Navata della chiesa di Santa Maria Assunta

- Chiesa di San Lorenzo nella frazione di Castellano.
- Chiesa di San Lazzaro nella frazione di Pedersano.
- Chiesa della Madonna delle Grazie, cimiteriale di Castellano
- Chiesa dei Santi Sisinio, Martirio e Alessandro presso Pedersano

### Architetture civili e militari
- Palazzo De Moll, conosciuto anche come palazzo Guerrieri Gonzaga, è una nobile dimora del XVII secolo. Eretto dai Festi di Ebenberg e Brauenfeld, acquisito alla famiglia Lodron alla fine del Settecento, fu ceduto al barone Sigismondo Moll nel 1806. Venne ereditato, dopo il secondo dopoguerra per assenza di successori in linea diretta dei baroni de Moll, dalla famiglia Guerrieri Gonzaga di Palidano di Mantova, che pertanto qui trasferirono la loro dimora. Il giardino della fine del Settecento, ospita molte specie di arbusti, in gran parte provenienti dall'America del Nord, introdotte da Sigismondo Moll: tra queste vi sono alcune piante rare come il noce nero, ma si trovano anche ippocastani, tassi, platani, spaccasassi, abeti, pini. Nel parco si trova un'imponente "limonaia" ove si coltivavano piante di agrumi.
- Palazzo Libera, che fu costruito verso la metà del Seicento da Antonio Gasperini, della famiglia Gasperini di Rovereto, lungo la via che dal vecchio Santo Mont (Monte di Pietà) sale a Cornalè. L'edificio passò nel Settecento alla famiglia Madernini, che dopo un incendio lo ricostruì in forme rococò, di cui è un esempio il portale di ingresso. Il palazzo passò in seguito alla famiglia Libera di Avio, operante nel commercio della seta. Nel giardino è ospitata la scultura Madre (1927) di Adalberto Libera (1903-1963), architetto razionalista e scultore: sul palmo delle mani della figura sono incisi i nomi dei caduti del paese nella prima guerra mondiale. Dal 2000 l'edificio è sede di una sezione distaccata del museo diocesano tridentino.

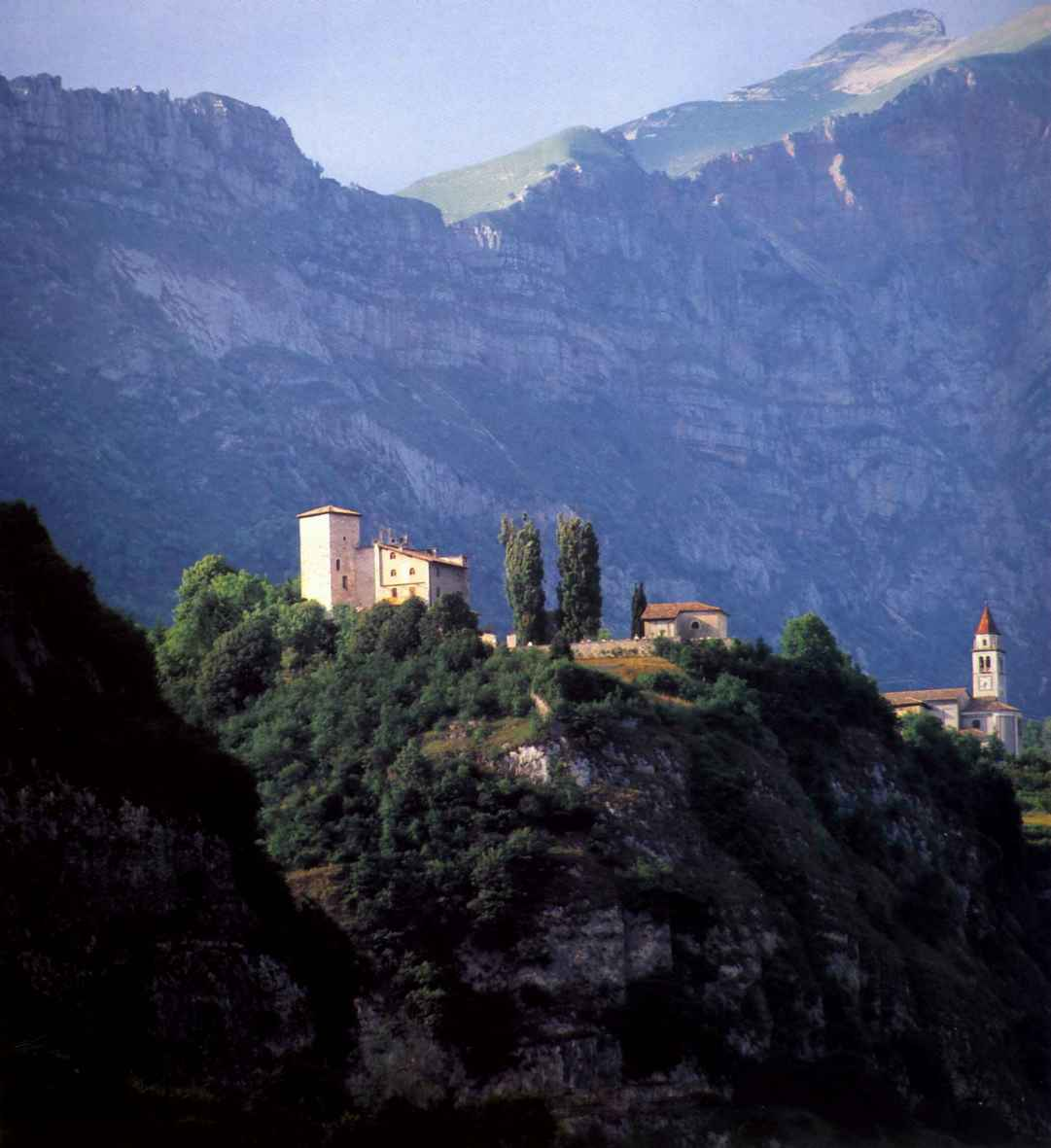
Castellano, Il castello di Castellano

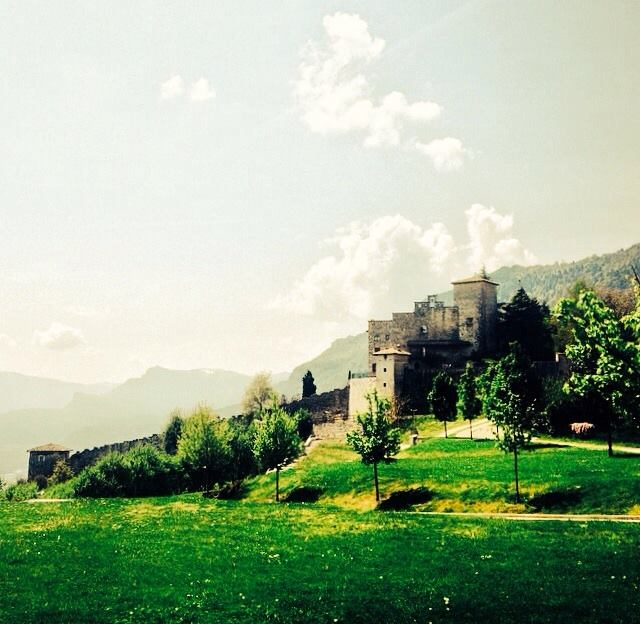
Castello di Castellano

- Filatoio. Un primo "Filatoio" con annessa tintoria per lavorarvi la seta, fu fatto costruire in località Cornalé, nel 1626, dal principe vescovo Paride Lodron che incaricò del progetto l'architetto Santino Solari. Esso godette di un'ingente dotazione finanziaria ma il risultato economico della gestione non corrispose mai alle attese. Bastarono pochi lustri per far constatare come l'opificio non reggesse la concorrenza agguerrita ed efficiente di quelli della vicina Rovereto. Questo anche per difetto di una locale sperimentata mentalità imprenditoriale e commerciale (l'amministratore era infatti il medesimo che s'occupava degli altri beni dei Lodron). Nel 1692 l'edificio fu perciò ristrutturato e convertito in mulino e pistoria, con relativo forno.[13] Un secondo filatoio sorse a Villa Lagarina circa un secolo dopo, per iniziativa imprenditoriale del possidente Filippo Marzani, in località Piazzo, sulla sinistra del rio che segna il discusso confine con Pomarolo, sui terreni ove sorgeva l'antica chiesa dedicata ai Santi Zeno (e Apollonia). La costruzione del nuovo edificio suscitò ferocissime polemiche e i ricorsi giudiziari della comunità di Pomarolo. Nel 1802, il Capocomune elevò presso le superiori istanze circondariali una protesta-denuncia contro le iniziative e gli operai del Filippo Marzani i quali, per costruire il nuovo filatoio, non esitavano ad abbattere con le mine la chiesa di San Zeno (ed Apollonia) per liberare il terreno e riutillizzarne le pietre.[14] Il nuovo filatoio entrò in produzione solo nel 1807 per concludere definitivamente ogni attività nel 1870 vittima delle stesse difficoltà che avevano determinato la chiusura del primo sorto a Villa Lagarina. Nel 1873 il consiglio comunale tentò senza successo la vendita di quella proprietà che produceva una "tenue rendita annua" prodotta esclusivamente dall'abitazione e dai campi annessi, mentre l'edificio era talmente fatiscente che se ne sconsigliava la riparazione. Dieci anni più tardi il consesso comunale doveva occuparsene ancora per una tentare un'ipotetica riconversione in Casa di ricovero per anziani a beneficio della Destra Adige. Non se ne fece nulla, finché negli anni recenti l'antico opificio è stata recuperato, con spesa pubblica ingente, quale reliquia industriale ottocentesca. Peraltro la sua fruizione didattica è stata finora inibita da problematiche economiche di gestione, quelle che da secoli affliggono il cosiddetto "Filatoio".
- Castello di Castellano, che sorge su un poggio nell'omonima frazione e domina la Vallagarina.
- Casa Scrinzi, costruita nel Seicento dalla famiglia Camelli, passò quindi alla famiglia dalla quale oggi prende il nome. L'edificio abbellito da cortile con portico ad arcate ospita la Biblioteca Civica.
- Palazzo Madernini, si apre con porta merlata sulla piazza della Fontana, poi dedicata a Gio Batta Riolfatti. Venne edificato dalla nobile famiglia Madernini, trasferitasi in Val Lagarina nel Quattrocento dalle Giudicarie al seguito della famiglia Lodron. Nell'800 il palazzo fu acquisito dalla famiglia dei conti Marzani che si distinse nella produzione e nel commercio della seta per essere quindi nobilitata.
- Casa Marzani, che fu eretta dalla medesima famiglia, in faccia al palazzo Madernini, sulla fine del '600.

### Altro

#### Piazze e fontane

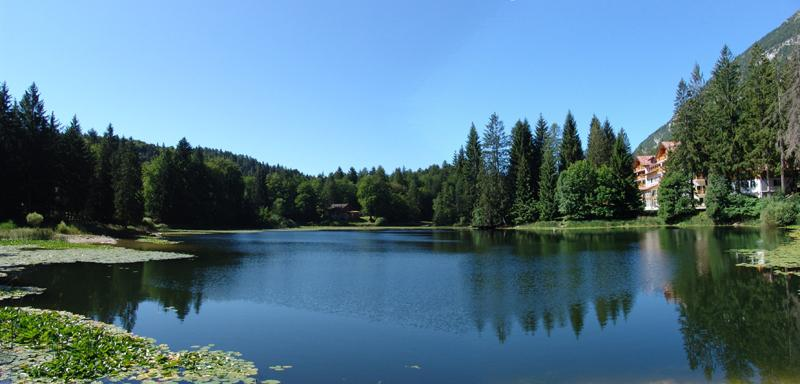
Il Lago di Cei, dalla sponda settentrionale

La piazza dedicata a Sigismondo Moll costituì probabilmente il più antico centro commerciale di Villa. È dominata dalla facciata orientale del palazzo che fu dei baroni de Moll e arricchita da una monumentale fontana eretta nel 1773. Nel 1879 questa venne ampliata per essere utilizzata come lavatoio. La data del 1911, incisa sulla targa, non rappresenta l’anno della sua costruzione,  bensì l’anno in cui venne parzialmente rinnovata.
La fontana presenta un bacino di forma semicircolare con un pilastro quadrangolare ad
angoli smussati, sormontato da un capitello ingentilito da decorazioni floreali. Il secondo blocco, 
quadrangolare, in pietra calcarea e usato come lavatoio, fu aggiunto nel 1879.
Questo secondo bacino venne progettato da Domenico Sandonà, il quale 
abitava nel grande palazzo a sud della piazza proprio di fronte alla fontana.
.
Nella vicina piazza Riolfatti si trova un'altra notevole fontana monumentale risalente agli inizi del XVI secolo, poi rimaneggiata nel Settecento, decorata da un capitello che fa da basamento ad un putto. Come tutte le altre di Villa anche le vasche di questa furono adattate a lavatoio. Questa fontana, che in origine diede nome alla piazza, ora è diventata centro d'attrazione turistica e di manifestazioni folcloristiche. Qui si celebrano in estate i fasti della popolare "Festa dell'Anguria", una tradizione che sopravvive per merito della Associazione del Borgoantico.
Un'altra rilevante fontana si trova accanto a quella che fu la Canonica dell'antica Pieve di Villa Lagarina, ridotta ormai al rango di ex Parrocchia. Davanti all'edificio, svuotato di funzioni spirituali, rimane una vasca in pietra bianca sobriamente scolpita, accompagnata da due colonne in pietra, decorate da motivi di foglie d'acanto.
L'ultima fontana rilevante è quella della Contrada Valtrompia, sulla piazza Scrinzi, costruita nel 1880 su progetto di Domenico Sandonà. Il capitello, posto all'apice di essa, rappresenta una testa di medusa, mentre la bocca d'acqua ha la forma di testa di leone.

### Aree naturali
- Lago di Cei

## Società

### Evoluzione demografica
Abitanti censiti

### Tradizioni e folclore
A Villa Lagarina si svolgono quattro eventi il cui ricavato che viene destinato a sostegno di iniziative meritevoli sul territorio lagarino e per la Chiesa della Comunità.
- la Festa dell'Anguria, che si svolge nel corso del mese di luglio, incentrata su Piazza della Fontana;
- la Festa dell'Assunta, patrona di Villa Lagarina, celebrata il 15 agosto.
- la Festa del Borgoantico, a mezzo settembre, dedicata oltre che alla cucina tradizionale alla conoscenza di Palazzi, parchi e istituzioni del centro storico.
- la Festa del Baccalà, celebrata sulle piazze principali per le manifestazioni gastronomiche e nei palazzi per le manifestazioni culturali.

## Economia

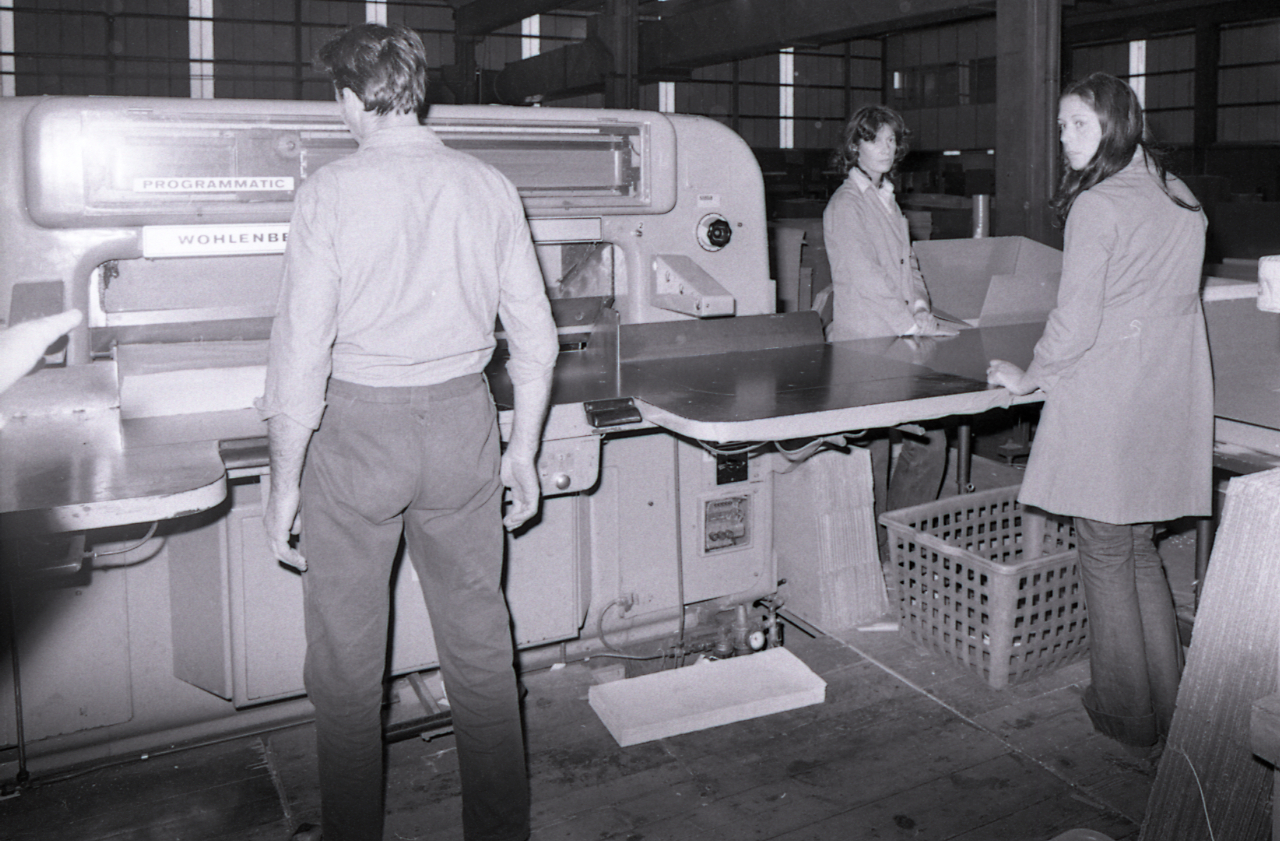
Industria cartiera nel 1980, foto di Paolo Monti

## Infrastrutture e trasporti
Villa Lagarina è facilmente raggiungibile grazie all'Autostrada A22, con il casello di Rovereto Nord.

## Amministrazione
| Periodo           | Periodo           | Primo cittadino    | Partito                     | Carica      | Note |
| ----------------- | ----------------- | ------------------ | --------------------------- | ----------- | ---- |
| 1946              | 1955              | Giuseppe Dorigotti |                             | Sindaco     |      |
| 1956              | 1974              | Carlo Baldessarini |                             | Sindaco     |      |
| 1974              | 1985              | Marco Giordani     |                             | Sindaco     |      |
| 28 giugno 1985    | 7 giugno 1990     | Giuseppe Cont      | Democrazia Cristiana        | Sindaco     |      |
| 7 giugno 1990     | 5 giugno 1995     | Giuseppe Cont      | Democrazia Cristiana        | Sindaco     |      |
| 5 giugno 1995     | 15 maggio 2000    | Mariano Giordani   | Lista civica                | Sindaco     |      |
| 15 maggio 2000    | 23 maggio 2005    | Mariano Giordani   | Lista civica                | Sindaco     |      |
| 23 maggio 2005    | 16 maggio 2010    | Alessio Manica     | Lista civica                | Sindaco     |      |
| 30 maggio 2010    | 15 dicembre 2013  | Alessio Manica     | Lista civica                | Sindaco     |      |
| 15 dicembre 2013  | 4 maggio 2014     | Alessio Manica     | Lista civica                | Vicesindaco |      |
| 5 maggio 2014     | 22 settembre 2020 | Romina Baroni      | Lista civica                | Sindaco     |      |
| 22 settembre 2020 | 3 maggio 2025     | Julka Giordani     | Lista civica                | Sindaco     |      |
| 4 maggio 2025     | in carica         | Julka Giordani     | Lista civica Comunità nuova | Sindaco     |      |

### Gemellaggi
Villa Lagarina è gemellata con:
- Bento Gonçalves (Rio Grande do Sul), dal 2007
- Stockstadt am Rhein

### Variazioni
- Nel 1929 sono stati aggregati i territori dei soppressi comuni di Castellano, Noarna, Nogaredo, Pederzano e Sasso. Nel 1955 il territorio del comune di Nogaredo è stato nuovamente distaccato, ritornando comune indipendente, comprendendo anche i territori degli ex comuni di Noarna e Sasso[18].
- Nel 1967 è stato accorpato il territorio della frazione Piazzo, staccatasi dal comune di Pomarolo[19][20].

## Sport

### Atletica leggera
Società di Villa Lagarina e dintorni è la Lagarina Crus Team (ex Crus Ottica Guerra Pedersano), una squadra di atletica leggera dilettantistica, con sede a Pedersano, tra le più vincenti in regione, rivale storica della controparte roveretana "U.S Quercia Trentingrana".
A Villa Lagarina è organizzato il Cross della Vallagarina, gara di corsa campestre che è inclusa nel circuito internazionale dei  Cross Country Permit Meeting dell'European Athletic Association.